# Erasmoneura vulnerata
Erasmoneura vulnerata är en insektsart som först beskrevs av Fitch 1851.  Erasmoneura vulnerata ingår i släktet Erasmoneura och familjen dvärgstritar. Inga underarter finns listade i Catalogue of Life.